# Pantà de Graus
El pantà de Graus és un embassament que pertany al riu de Tavascan, creat per una presa. Està situat en el terme municipal de Lladorre, a la comarca del Pallars Sobirà. És al costat nord del poblat de bordes de Graus.
Juntament amb el pantà de Tavascan, forma el Complex hidroelèctric de l'alta vall de Cardós. La capacitat d’emmagatzemament d’aigua és de 0,33 hectòmetres cúbics. La funció de l'embasament és subministrar aigua a la central de Montamara, la qual es bombejada de nit a l'estany de Romedo de Baix per ser utilitzada per les centrals de Tavascan Superior i Inferior.
El funcionament d'aquest està totalment automatitzat i teledirigit des de la central de comandament de FECSA/ENDESA a Lleida, des d'on s'obren i tanquen les vàlvules i comportes, per regular l'aigua que farà moure les corresponents turbines. A les centrals no hi ha cap operari de forma permanent.
Les tres centrals del complex permeten disposar de diferents variants de producció, que s'utilitzen en funció de l'energia que es vol obtenir, i de l'aigua disponible en cada embassament. Hi ha un únic transformador que passa la tensió de generació d'11.000 a 220.000 volts.
Les característiques més significatives de cada central i la procedència de l'aigua que les alimenta són les següents:
- Tavascan superior, disposa de dues turbines Pelton (molt apropiades en el cas de molta pressió i poc cabal), i funciona amb l'aigua (14 m³/s) que li arriba del llac/embassament de Romedo de Baix, situat a 2.006 m, portada pel canal de Romedo fins a prop de la vertical de la central a 1.980 m. Des d'aquest punt, per mitjà d'una canonada de 1.400 m de longitud, s'inicia el salt fins a la Caverna de Tavascan, a 1.100 m d'altitud. És un salt de gairebé 900 m que fa que l'aigua que arriba a cadascuna de les dues turbines (7 m³/s), tingui una pressió de 85 kg/cm. Després de ser utilitzada, l'aigua va pel canal de desguàs fins a l'Embassament de Tavascan.

- Tavascan inferior, funciona amb aigua (14 m³/s) provinent de l'embassament de Graus, situat a 1.352 m d'altitud, que per mitjà d'una canonada de 800 m de longitud i un salt de 246 m, la fa arribar amb una pressió de 25 kg/cm a la turbina Francis, situada també a la Caverna de Tavascan, i posteriorment va a parar al mateix canal de desguàs.

- Montamara (producció), funciona de forma alternativa amb Tavascan superior, utilitzant l'aigua que ve de Romedo inferior i, en aquest cas, les dues turbines Pelton receptores (8 m³/s a cadascuna) es troben a una altitud de 1.360 m. El salt és de 630 m i la pressió de 75 kg/cm. Una vegada utilitzada, l'aigua va al corresponent canal de desguàs i posteriorment a l'embassament de Graus.

- Montamara (bombament), és una central reversible. Durant la nit, fent servir els excedents energètics del sistema general (nuclears, tèrmiques, etc.), bomba aigua provinent de Graus (portada pel mateix canal que connecta l'embassament i la central) fins a Romedo inferior, per tal de recuperar els nivells d'embassament. Per a dur a terme el procés, cada màquina (turbina i alternador) és acoblada per la part inferior a una gran bomba centrífuga, que bomba 6,5 m/s, des de la cota 1.360 fins a la cota 2.010. L'impuls inicial per a desallotjar l'aigua existent a les canonades requereix una pressió de 100 kg/cm, obtinguda fent treballar les bombes amb les vàlvules de pas tancades.